# Luis Arana
Luis Arana Goiri (Arana ta Goiri'taŕ Koldobika)  (Bilbao, 25 de agosto de 1862 – Santurce, 1 de junho de 1951) foi um político nacionalista basco fundador do Partido Nacionalista Basco junto com seu irmão Sabino Arana.
Foi presidente deste partido por três vezes.